# George Foster
George Arthur Foster (ur. 1 grudnia 1948) – amerykański baseballista, który występował na pozycji lewozapolowego przez 18 sezonów w Major League Baseball.
Foster po ukończeniu szkoły średniej został wybrany w 1968 w trzeciej rundzie draftu przez San Francisco Giants, w którym zadebiutował 10 września 1969. W maju 1971 w ramach wymiany zawodników przeszedł do Cincinnati Reds. W 1975 i 1976 zagrał we wszystkich meczach World Series, w których Reds pokonali odpowiednio Boston Red Sox 4–3 i New York Yankees 4–0. W sezonie 1976 po raz pierwszy wystąpił w All-Star Game i został wybrany MVP tego meczu. W tym samym roku miał najwięcej zaliczonych w lidze RBI (121; zwyciężał także w tej klasyfikacji w następnych dwóch sezonach), a w głosowaniu do nagrody MVP National League zajął 2. miejsce za Joe Morganem z Reds.
Rok później przy średniej uderzeń 0,320 (4. wynik w lidze), zdobywając 197 uderzeń (4. wynik w lidze), najwięcej runów (124) i home runów w lidze (52), przy wskaźniku slugging percentage 0,631), został wybrany najbardziej wartościowym zawodnikiem. W lutym 1982 został zawodnikiem New York Mets, w którym występował do sierpnia 1986. W tym samym roku grał jeszcze w Chicago White Sox, w którym zakończył karierę.
W 2004 został uhonorowany członkostwem w Cincinnati Reds Hall of Fame.
| Nagroda/wyróżnienie         | Lata                         | Źródło      |
| 2× MVP National League      | 1977                         | [ 8 ]       |
| 5× All-Star                 | 1976, 1977, 1978, 1979, 1981 | [ 2 ]       |
| All-Star Game MVP           | 1976                         | [ 5 ]       |
| Silver Slugger Award        | 1981                         | [ 10 ]      |
| 2× zwycięzca w World Series | 1975, 1976                   | [ 3 ] [ 4 ] |